# Сюзан Бойл
Сю́зан Ма́гдалейн Бойл (англ. Susan Magdalane Boyle; 1 квітня 1961, Блекберн, Шотландія) — шотландська співачка, блискуча участь котрої у британському телевізійному конкурсі «Британія має талант» привернула увагу світових ЗМІ. Під час змагання глядачі спочатку зустріли зовнішній вигляд Бойл досить скептично, однак після того, як вона відмінно виконала арію «Я маю мрію» з мюзиклу «Знедолені», судді дали їй найвищу оцінку і аудиторія аплодувала стоячи. За кілька днів після конкурсу кліп з виступом побачили в мережі Youtube мільйони глядачів, її інтерв'ю з'явилися на багатьох телеканалах і вона стала всесвітньою знаменитістю.

## Біографія
Сюзан Бойл мешкає у маленькому шотландському селі, була наймолодшою з дев'яти дітей у сім'ї. В дитинстві отримала музичну освіту, проте не виступала, оскільки певний час доглядала за хворою матір'ю. Співала в місцевому церковному хорі, однак її перший виступ перед широкою аудиторією відбувся на телевізійному конкурсі «Британія має талант» 11 квітня 2009 р. Перед її виступом на конкурсі поява 47-літньої жінки серед конкурсантів викликала сміх і глузування глядачів. Попри це, Бойл відмінно виконала арію «Я маю мрію» із мюзиклу «Знедолені» і підкорила не тільки аудиторію, але й суддів, які одностайно дали їй найвищі оцінки.
Хоча Сюзан Бойл посіла друге місце у конкурсі, її дебют став світовою сенсацією, репортажі про її виступ з'явилися у багатьох ЗМІ, особливо у Великій Британії та США, де вона з'явилася, крім інших, на шоу Ларрі Кінга. Бойл стала у ЗМІ своєрідним «бридким каченям», її майже миттєве сходження до статусу зірки стало новиною № 1. Кліп з її виступом у мережі Youtube переглядався більш ніж 94,8 млн разів. Низка оглядачів пророкували блискучу кар'єру завдяки її чудовим вокальним якостям, а також завдяки надмірній увазі преси до її історії.
23 листопада 2009 року вийшов дебютний студійний альбом Сюзан Бойл під назвою I Dreamed A Dream, який мав шалений комерційний успіх.

## Дискографія

### Студійні альбоми
- 2009 — I Dreamed A Dream, — більше 14 млн проданих копій по всьому світі
- 2010 — The Gift, — більше 1,8 млн проданих копій в США
- 2011 — Someone To Watch Over Me, — реліз 1 листопада[6]
- 2012 — Standing Ovation: The Greatest Songs From The Stage, — реліз 19 листопада 2012 року[7]
- 2013 — Home for Christmas
- 2014 — Hope

### Сингли
- Wild Horses
- I Dreamed A Dream

## Фільмографія
- 2013 — Різдвяна свічка